# Гей-революция: история борьбы
Гей-революция: история борьбы (англ. The Gay Revolution: The Story of the Struggle) — книга Лилиан Фадерман 2015 года, в которой рассказывается о борьбе за права геев, лесбиянок, бисексуалов и трансгендеров в Соединённых Штатах с 1950-х годов до начала XXI века. В обзоре The Economist её назвали «наиболее полной на сегодняшний день историей американского движения за права геев». Она была названа «Выдающейся книгой года» по версии The New York Times и «Выдающейся документальной книгой года» по версии The Washington Post. 
Рецензии на «Гей-революцию» были исключительно положительными и появились в The New York Times, The Washington Post, Chicago Tribune, The Huffington Post, Slate, Kirkus Reviews, и Publishers Weekly. В обзоре Литературного фонда «Лямбда» Виктория А. Браунворт написала: «Это, несомненно, знаковая книга и, вероятно, станет образцом, по которому будут оцениваться последующие исследования нашей коллективной истории лесбиянок и геев». В 2016 году она получила книжную премию Анисфилда-Вольфа.